# Muhammad Husajn Hamdan
Muhammad Husajn Hamdan (arab. محمد حسين حمدان; ur. 1 września 1990) – egipski zapaśnik walczący w stylu klasycznym. Brązowy medalista mistrzostw arabskich w 2012. Piąty w igrzyskach śródziemnomorskich w 2013 i na igrzyskach wojskowych w 2015 roku.